# Músculo tiroaritenoides
El músculo tiroaritenoides (también, músculo tiroaritenoideo) es un músculo ancho y delgado que se encuentra paralelo con y lateral a las cuerdas vocales y que sostiene la pared del ventrículo y su apéndice. Funciona para relajar los pliegues vocales.

## Estructura
Surge enfrente de la mitad inferior del ángulo del cartílago tiroides y del ligamento cricotiroideo medio (FMA 55233).
Sus fibras pasan hacia atrás y lateralmente, para insertarse en la base y en la superficie anterior del cartílago aritenoides.

### Partes
Las fibras inferiores y más profundas del músculo pueden diferenciarse como una banda triangular que se inserta en el proceso vocal del cartílago aritenoides y en la porción adyacente de su superficie anterior; se denomina musculus vocalis (músculo vocal) y se encuentra paralela a las cuerdas vocales, a la que está adherido. El músculo vocal es la porción superior del músculo tiroaritenoides, involucrado principalmente en la producción del habla.
Un número considerable de las fibras del músculo tiraritenoideo se prolongan en la pliegue ariepiglotico (FMA: 55448), donde algunos de ellos se pierden, mientras que otros continúan hasta el margen de la epiglotis. Reciben un nombre distintivo, músculo tiroepiglótico (FMA 46594),  treoepiglótico o tiroepiglótico, y algunas veces se describen como un músculo separado.
Algunas fibras se extienden a lo largo de la pared del ventrículo desde la pared lateral del cartílago aritenoides hasta el lado de la epiglotis y constituyen el músculo ventricularis.

## Función
El músculo tiroartenoide, que consta de dos partes con diferentes acoplamientos y direcciones diferentes, es bastante complicado en cuanto a su acción.
Su uso principal es atraer los cartílagos aritenoides hacia el tiroides, y así relajar y acortar las cuerdas vocales.
Pero, debido a la conexión de la parte más profunda con las cuerdas vocales, esta parte, si actúa por separado, se supone que modifica su elasticidad y tensión, mientras que la parte lateral hace girar el cartílago aritenoides hacia adentro, y por lo tanto reduce la rima glottidis (FMA 55472) juntando las dos cuerdas vocales.

## Galería

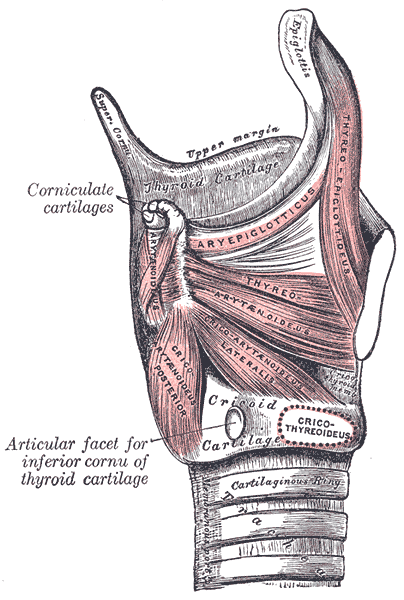
Músculos de la laringe. Vista lateral. Lámina derecha del cartílago tiroides extirpada.
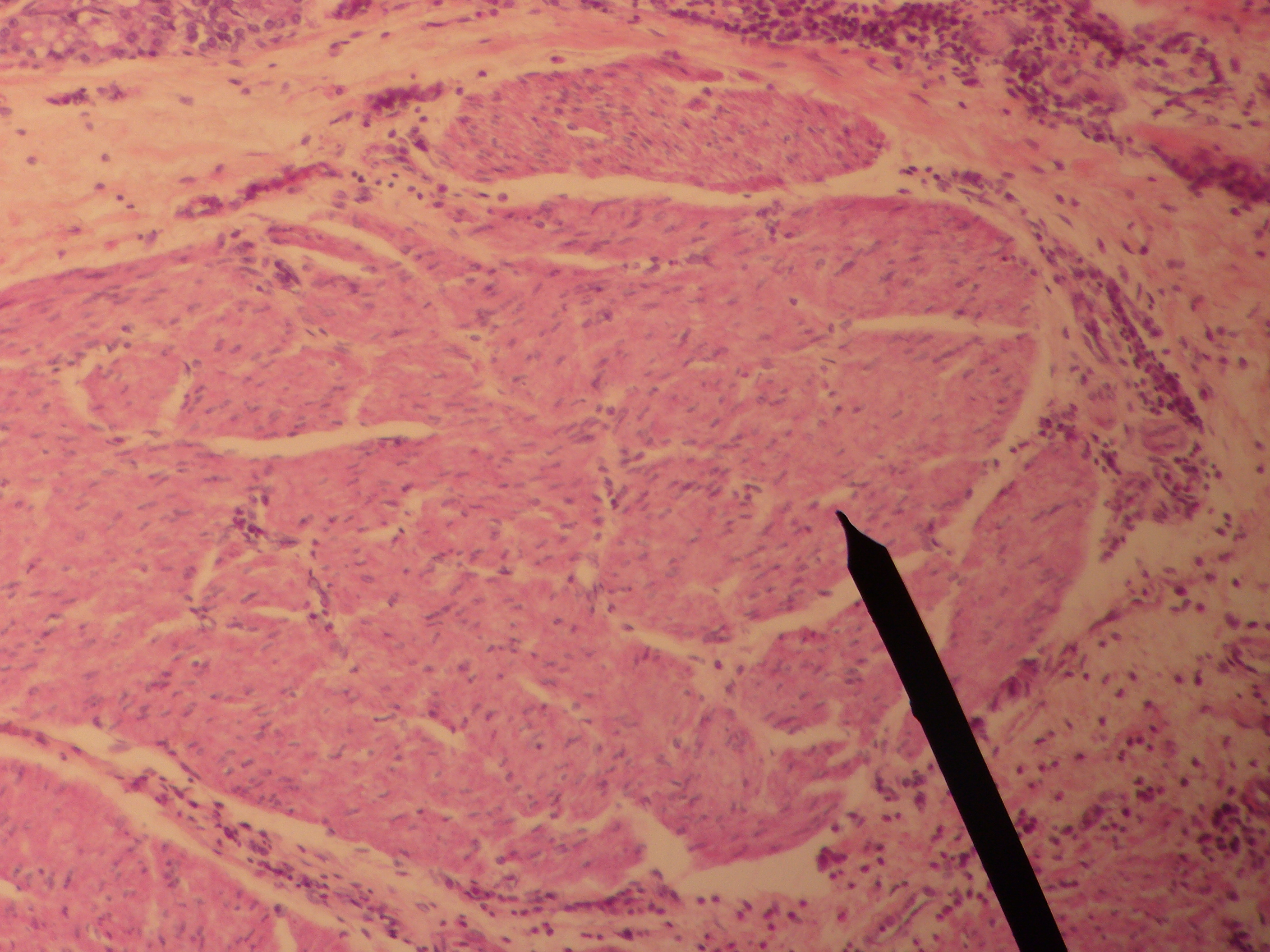
Corte transversal del músculo vocalis.